# Lake Worth (Teksas)
Lake Worth – miasto w Stanach Zjednoczonych, w stanie Teksas, w hrabstwie Tarrant.